# Großer Sand (Geeste)
Der Große Sand ist eine Siedlung von Dalum in der Gemeinde Geeste im Landkreis Emsland, Niedersachsen. Hier wohnen rund 500 Menschen. Der Name wurde auf Grund des sandigen Bodens gewählt. Gegründet wurde der Große Sand, da die Bewohner von Dalum die Flüchtlinge aus den ehemaligen Ostgebieten nicht im Ort wohnen lassen wollten. Der Große Sand liegt nahe der Anschlussstelle Wietmarschen der Bundesautobahn 31. Kern der Gemeinschaft ist der Schützenverein mit 258 Mitgliedern.
Am 17. Juli 1987 wurde die Siedlung Großer Sand von einer Windhose verwüstet. Mehr als 70 Häuser wurden zu Teil schwer beschädigt.